# Sybra aenescens
Sybra aenescens är en skalbaggsart som beskrevs av Stefan von Breuning 1939. Sybra aenescens ingår i släktet Sybra och familjen långhorningar. Inga underarter finns listade i Catalogue of Life.